# James Smithson

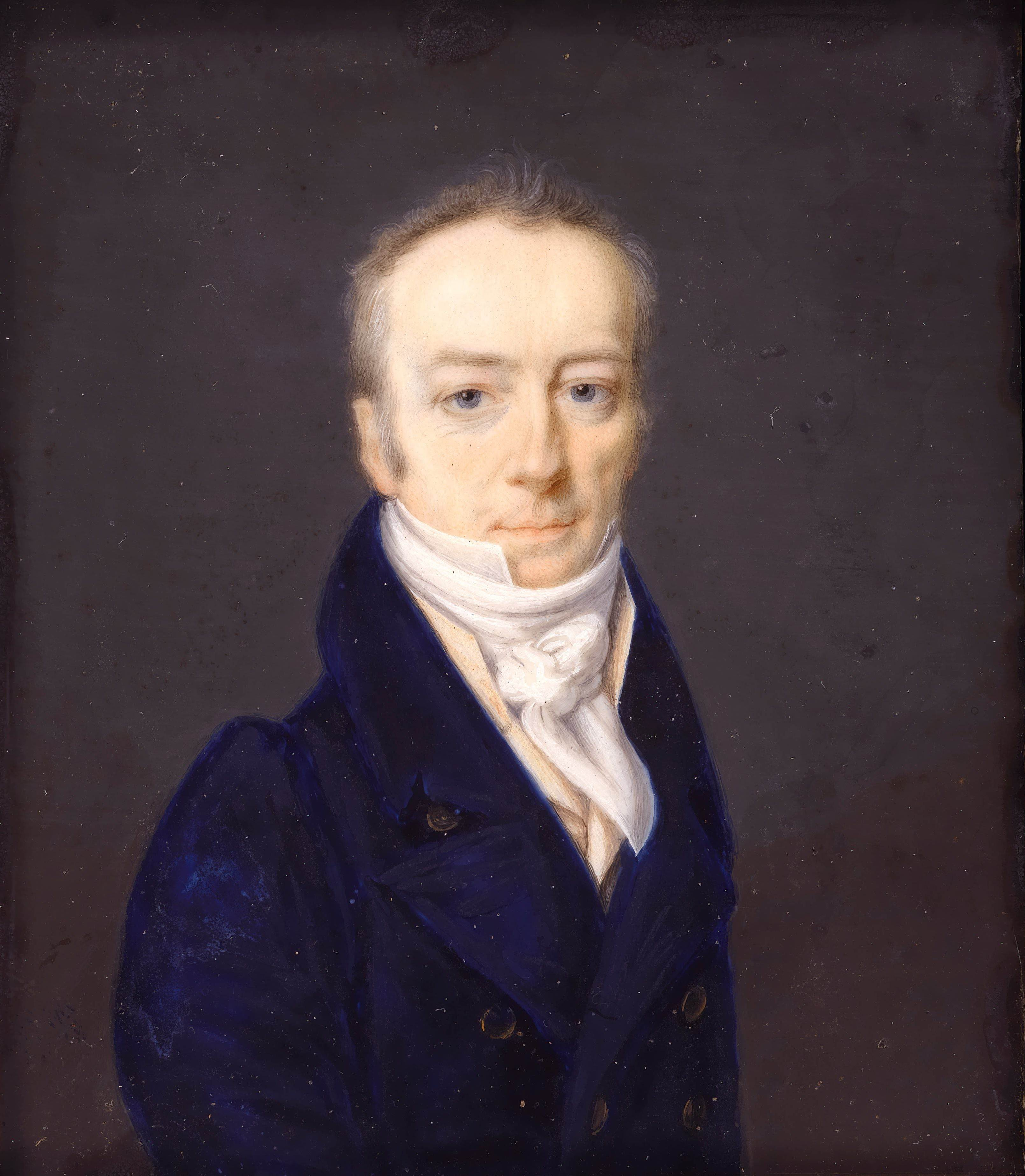
James Smithson

James Smithson FRS (Paris, c. 1765  – Génova, Reino da Sardenha, 27 de junho de 1829) foi um químico e mineralogista inglês. Ele publicou vários artigos científicos para a Royal Society durante o final de 1700, bem como auxiliando no desenvolvimento da calamina, que acabaria por ser renomeada após ele como "smithsonite". Ele foi o doador fundador da Smithsonian Institution, que também leva seu nome.

## Vida
Nascido em Paris, França, recebeu o nome francês de Jacques-Louis Macie. Sua data de nascimento não foi registrada e o local exato de seu nascimento é desconhecido; é possivelmente na Abadia de Pentemont. Pouco depois de seu nascimento, ele se naturalizou no Reino Unido, onde seu nome foi anglicizado para James Louis Macie. Ele adotou o sobrenome original de seu pai de Smithson em 1800, após a morte de sua mãe. Ele freqüentou a universidade no Pembroke College, Oxford em 1782, graduando-se eventualmente com um Master of Arts em 1786. Como estudante, ele participou de uma expedição geológica à Escócia e estudou química e mineralogia. Smithson passou grande parte de sua vida viajando extensivamente por toda a Europa; ele publicou cerca de 27 artigos em sua vida.
Smithson nunca se casou e não teve filhos; portanto, quando escreveu seu testamento, deixou sua propriedade para seu sobrinho, ou para a família de seu sobrinho, e seu sobrinho morreu antes de Smithson. Se seu sobrinho morresse sem herdeiros, no entanto, o testamento de Smithson estipulava que sua propriedade fosse usada "para fundar em Washington, sob o nome de Smithsonian Institution, um estabelecimento para o aumento e difusão do conhecimento entre os homens". Morreu em Gênova, Itália, em 27 de junho de 1829, aos 64 anos. Seis anos depois, em 1835, seu sobrinho morreu sem herdeiro, dando início ao legado aos Estados Unidos. Desta forma, Smithson tornou-se o patrono da Smithsonian Institution em Washington, D.C., apesar de nunca ter visitado os Estados Unidos.

### Artigos
- Bird Jr., William L., William L. Bird, Jr. "A Suggestion Concerning James Smithson's Concept of 'Increase and Diffusion.'" Technology and Culture Vol. 24 No. 2 (April 1983): 246–255.
- Burleigh, Nina (2012). «Digging Up James Smithson: Alexander Graham Bell traveled to Italy at the turn of the 20th century on an audacious mission to rescue the remains of the man whose legacy endowed the Smithsonian Institution». American Heritage. 62 (2)
- CNN, «How a Mysterious Englishman's Fortune Founded the Smithsonian». 2000
- Larner, Jesse (2003). «Foreign Motivations: How a Former President and an English Scientist Gave Us the Smithsonian (review of Nina Burleigh's The Stranger and the Statesman)». San Francisco Chronicle

### Livros
- Bello, Mark; William Schulz; Madeleine Jacobs; Alvin Rosenfeld (eds.) (1993). The Smithsonian Institution, a World of Discovery : An Exploration of Behind-the-Scenes Research in the Arts, Sciences, and Humanities. Washington, D.C.: Distributed by Smithsonian Institution Press for Smithsonian Office of Public Affairs. ISBN 1-56098-314-0
- Bolton, Henry Carrington (1896). The Smithsonian Institution : Its Origin, Growth, and Activities. New York, N.Y.: [s.n.]
- Burleigh, Nina (2003). The Stranger and the Statesman : James Smithson, John Quincy Adams, and the Making of America's Greatest Museum, The Smithsonian. New York, N.Y.: Morrow. ISBN 0-06-000241-7
- Ewing, Heather (2007). The Lost World of James Smithson : Science, Revolution, and the Birth of the Smithsonian. USA: Bloomsbury. ISBN 978-1-59691-029-4
- Goode, George Brown, ed. (1897). The Smithsonian Institution, 1846–1896 : The History of its First Half Century. Washington, D.C.: [s.n.] Reprinted as Goode, George Brown, ed. (1980). The Smithsonian Institution, 1846–1896. New York, N.Y.: Arno Press. ISBN 0-405-12584-4
- Gurney, Gene (1964). The Smithsonian Institution, a Picture Story of its Buildings, Exhibits, and Activities. New York, N.Y.: Crown
- Hellman, Geoffrey T. (1966). The Smithsonian : octopus on the Mall. Philadelphia; New York: J.B. Lippincott Company
- Karp, Walter (1965). The Smithsonian Institution; an Establishment for the Increase & Diffusion of Knowledge among Men. Washington, D.C.: Smithsonian Institution
- Rhees, William Jones (comp. & ed.) (1901). The Smithsonian Institution : Documents Relative to its Origin and History, 1835–1889. Washington, D.C.: G.P.O Reimpresso como Rhees, William Jones, ed. (1980). The Smithsonian Institution, 1835–1899 (2 vols.). New York, N.Y.: Arno Press. ISBN 0-405-12583-6